# Iván Rosado Mojarro
Iván Rosado és un exfutbolista andalús, nascut a Huelva el 24 d'abril de 1974. Ocupava la posició de davanter.
Després d'haver destacat als modestos San Juan i Ayamonte, el 1992 dona el salt al Recreativo de Huelva, amb qui forma durant cinc anys a la Segona B. La seua bona xifra golejadora possibilita que el 1997 siga fitxat pel Rayo Vallecano. Amb els madrilenys hi forma dos anys a la Segona Divisió.
La seua millor època és la que passa al CA Osasuna. Arriba al 1999 i eixe any aconsegueix l'ascens a primera divisió, tot marcant onze gols. Ja a la màxima categoria, l'andalús seria el davanter titular durant tres temporades, destacant els 14 gols de la temporada 00/01. A partir de la temporada 03/04, la seua aportació a l'equip navarrès cau, sent cedit al Xerez CD.
Entre la 06/07 i la 07/08 tot just apareix en una vintena de partits de Segona Divisió amb el Màlaga CF. El 2008 recala a la UD Melilla, de Segona B, on penjarà les botes.
En total, el davanter ha sumant 54 dianes en 239 partits, entre Primera i Segona Divisió.